# Dystrykt Jhang
Jhang (urdu: جھنگ ) – dystrykt w Pakistanie, położony w prowincji Pendżab. Siedzibą administracyjną dystryktu jest Jhang.

## Demografia
Większość mieszkańców posługuje się językiem pendżabskim.
| Rok  | Liczba ludności |
| ---- | --------------- |
| 1972 | 983.818         |
| 1981 | 1.276.864       |
| 1998 | 1.869.421       |
| 2017 | 2.743.416       |